# راي وليامز (سياسي)
راي وليامز (بالإنجليزية: Ray Williams)‏ هو سياسي أسترالي، ولد في 27 سبتمبر 1960 في أستراليا. حزبياً، نشط في New South Wales Liberal Party ‏. في 2015 New South Wales state election ‏، انتخب عضو الجمعية التشريعية نيو ساوث ويلز عن دائرة Electoral district of Castle Hill ‏ (28 مارس 2015 – ) وفي 2007 New South Wales state election ‏، انتخب عضو الجمعية التشريعية نيو ساوث ويلز عن دائرة Electoral district of Hawkesbury ‏ (24 مارس 2007 – 28 مارس 2015).